# Agénor (hijo de Antenor)
Según la mitología griega, Agénor (en griego: Άγήνωρ) fue un héroe que ayudó en la defensa de la ciudad durante la mítica guerra de Troya.
Agénor era un príncipe tracio que vivía en Troya con sus padres, el noble Dárdano Antenor y la sacerdotisa Téano, ambos reyes de Tracia. Pertenecía a una familia muy numerosa, ya que sus padres tuvieron una docena de hijos.
Agénor fue el primero en matar a alguien en la guerra de Troya, ya que luchó ante la puerta de la ciudad con el griego Elefénor y terminó con su vida. Posteriormente, en la ofensiva troyana que ocupó el campamento griego para intentar quemarles los barcos, salvó la vida al príncipe Héleno cuando le ayudó a curarse una herida de guerra.
En el Libro XXI de la Ilíada, cuando Aquiles dirigía el ejército griego, Agénor fue el primero en plantarle cara, ya que pensaba que el héroe griego era un mortal más y sentía vergüenza de tenerle miedo. Le tiró su lanza, pero Aquiles la detuvo con su escudo divino. Entonces, el griego se abalanzó sobre Agénor, pero en ese instante el dios Apolo hizo aparecer una espesa niebla y adoptó la forma de Agénor para despistar a Aquiles. De esta manera fue como el ejército troyano escapó de los griegos y se pudo refugiar tras las murallas de Troya.
Agénor no sobrevivió a la guerra; fue asesinado por el hijo de Aquiles, Neoptólemo, durante el asalto a Troya la noche en la que el caballo de Troya entró en la ciudad.

## Veaé también
- (1873) Agenor

- Datos: Q2547185